# Falerum
Falerum, tätort i Åtvidabergs kommun. Orten ligger i norra Småland (Tjust), men ingår sedan 1971 i Östergötlands län. Falerum är mest känt för sitt möbelvaruhus och sitt kläd- och skovaruhus, men här tillverkas även kök. Under 2018 öppnades även butiken Mor&Dotter i det som tidigare var den lokala matbuktiken.
I Falerum finns även FIF, Falerumsel idrottsförening som startades 1921.

## Befolkningsutveckling
| Befolkningsutvecklingen i Falerum 1960–2020 | Befolkningsutvecklingen i Falerum 1960–2020 | Befolkningsutvecklingen i Falerum 1960–2020 | Befolkningsutvecklingen i Falerum 1960–2020 | Befolkningsutvecklingen i Falerum 1960–2020 |
| ------------------------------------------- | ------------------------------------------- | ------------------------------------------- | ------------------------------------------- | ------------------------------------------- |
|                                             |                                             |                                             |                                             |                                             |
| År                                          |                                             |                                             | Folkmängd                                   | Areal (ha)                                  |
| 1960                                        | 1960                                        |                                             | 262                                         |                                             |
| 1965                                        | 1965                                        |                                             | 245                                         |                                             |
| 1970                                        | 1970                                        |                                             | 356                                         |                                             |
| 1975                                        | 1975                                        |                                             | 318                                         |                                             |
| 1980                                        | 1980                                        |                                             | 314                                         |                                             |
| 1990                                        | 1990                                        |                                             | 314                                         | 85                                          |
| 1995                                        | 1995                                        |                                             | 323                                         | 85                                          |
| 2000                                        | 2000                                        |                                             | 327                                         | 85                                          |
| 2005                                        | 2005                                        |                                             | 304                                         | 85                                          |
| 2010                                        | 2010                                        |                                             | 242                                         | 84                                          |
| 2015                                        | 2015                                        |                                             | 236                                         | 79                                          |
| 2020                                        | 2020                                        |                                             | 232                                         | 78                                          |
|                                             |                                             |                                             |                                             |                                             |

## Samhället
Stockholms diskontobank hade ett kontor i Falerum. Kontoret var beläget i en villa på Uknavägen 50. Denna bank övertogs av Göteborgs bank år 1917. År 1949 övertogs Göteborgsbankens kontor av Skandinaviska banken. SE-banken avyttrade kontoret i Falerum år 1981.
I samhället finns ett räddningsvärn inom Räddningstjänsten Östra Götaland.